# 白山鱂
白山鱂（学名：Orestias albus）為輻鰭魚綱鯉齒目鯉齒亞目鯉齒鱂科的其中一種。其种加词“albus”意为“白色的”。分布於南美洲的的喀喀湖流域，體長可達18公分，棲息在中底層水域。